# Kirche in Not
Kirche in Not (нем. Церковь в нужде) — международная католическая благотворительная организация, которой с декабря 2011 года присвоен статус папского благотворительного фонда.
Официальный центр фонда «Kirche in Not» находится в Ватикане, а международная штаб-квартира фонда — в немецком Кёнигштайне.
Ежегодно фонд оказывает поддержку 5 тысячам благотворительным проектам в 140 странах мира. Национальные отделения фонда действуют в 17 странах Европы, обеих Америк, а также в Австралии.

## История
Фонд был основан после Второй мировой войны голландским священником Веренфридом ван Страатеном для помощи европейским беженцам-католикам. Позднее «Помощь церкви в нужде» начала поддерживать проекты помощи христианским общинам и организациям по всему миру.
Фонд поддерживает тесные отношения с Русской православной церковью: в 1992 году Патриарх Алексий принял основателя фонда священника Веренфрида ван Страатена и поблагодарил его за вклад «Помощи Церкви в нужде» в диалог с РПЦ, в который фонд вступил по инициативе Иоанна Павла II..
Фонд оказывает финансовую поддержку агентству религиозной информации «Благовест-инфо».

## Президенты
- Хоакин Альенде, священник
- Мауро Пьяченца, кардинал (с декабря 2011[3])

### Исполнительные президенты
- Иоханнес Непомук Хеереман фон Зюйдтвик, барон (с декабря 2011)